# Культура слова: Мовностилістичні поради
Культура слова: Мовностилістичні поради — книжка-збірка статей, присвячених чистоті української мови. Автор — Олександр Пономарів (1935—2020).
У посібнику даються поради щодо вибору слів, вимовних, наголосових та морфологічних варіантів, синтаксичних конструкцій для найкращого висловлення думки в різних стилях української літературної мови. Рекомендації автора ґрунтуються на мовному досвіді українського народу, відбитому в творах класичного та сучасного письменства. Для студентів, викладачів, науковців, редакторів, лекторів, журналістів.

## Розділи
Основні розділи після передмови Героя України, академіка НАН, літературознавця Івана Дзюби та вступу автора:
- Фонетика й вимова
- Наголос
- Лексика
- Фразеологія
- Морфологія і синтаксис
- Слова з фонемою Ґ
- Роздуми й коментарі

Книжка закінчується «Післясловом».

## Цитата
|  | Життя не дуже пестило нашу мову на шляху до утвердження її в різних сферах спілкування: то не було умов для розвитку наукового стилю, то до краю звужувано рамки її офіційного використання, то ретельно під різними приводами винищувано її творців та плекальників. Але незважаючи на все це, українська мова ввійшла в коло найрозвиненіших мов світу, має викристалізувані норми на всіх рівнях. Ці норми треба засвоїти й дотримуватись їх, а не творити нові там, де немає на це жодної потреби. |